# Lansing, Illinois
Lansing är en ort (village) i Cook County, i delstaten Illinois, USA. Enligt United States Census Bureau har orten en folkmängd på 28 458 invånare (2011) och en landarea på 17,6 km².